# Gareth Creer
Gareth Creer (geboren 1961 in Salford) ist ein britischer Schriftsteller. Bekannt ist er vor allem für seine Kriminalromane mit Detective Inspector Wagstaffe, die unter seinem Pseudonym Adam Creed veröffentlicht wurden.

## Leben und Werk
Gareth Creer wurde in Weaste, dem Zentralbezirk der Stadt Salford im Nordwesten Englands, geboren und wuchs in Bury in der Region Manchester auf. Creer studierte Wirtschaft an der University of Oxford und arbeitete danach in London bei verschiedenen Banken, bevor er sich ab 1994 auf seine Schriftstellerkarriere konzentrierte. Er belegte an der Sheffield Hallam University mehrere Schriftstellerkurse und machte seinen Master in Creative Writing, bevor er seine ersten Romane unter seinem richtigen Namen veröffentlichte.
Nach einer längeren Pause, die er teilweise in Andalusien verbrachte, veröffentlichte Creer 2009 sein erstes Buch unter dem Pseudonym Adam Creed mit dem Titel Suffer the Children (deutsch: Niemand kennt den Tod). Es handelt sich zugleich um den ersten Band einer Reihe von Krimis um Detective Inspector Wagstaffe. Gleichzeitig startete er 2004 mit der Unterstützung der Paul Hamlyn Foundation und der Liverpool John Moores University ein Schreibprogramm für junge Strafgefangene unter dem Titel Free to Write. Zudem leitet er den Bereich Creative Writing an der University of Liverpool.
Gareth Creer ist verheiratet und hat zwei Töchter.

## Veröffentlichungen
unter Adam Creed
- 2009: Suffer the Children. Faber & Faber, 2009. ISBN 978-05712-4363-1
  - Niemand kennt den Tod. (Deutsch von Andrea von Struve und Petra Post). Fischer, Frankfurt am Main 2012. ISBN 978-3-596-18340-1
- 2010: Willing Flesh. Faber & Faber, 2010. ISBN 978-05712-4526-0
  - Und das Fleisch ist schwach. (Deutsch von Andrea von Struve und Petra Post). Fischer, Frankfurt am Main 2012. ISBN 978-3-596-18341-8
- 2011: Pain of Death. Faber & Faber, 2011. ISBN 978-05712-4524-6
  - Am Anfang war der Schmerz. (Deutsch von Andrea von Struve und Petra Post). Fischer, Frankfurt am Main 2012. ISBN 978-3-596-18342-5
- 2012: Death in the sun. Faber & Faber, 2012. ISBN  978-05712-7497-0
- 2013: Kill and tell. Faber & Faber, 2013. ISBN  978-05712-7502-1

unter Gareth Creer
- 1998: Skin and Bone
  - Der Fischhändler. München: Goldmann 1999. (= Goldmann Manhattan. 54042.) ISBN 3-442-54042-9
- 1999: Cradle to Grave
- 2001: Big Sky

## Belege
1. 1 2 3  Offizielle Website von Adam Creed (Memento des Originals vom 1. April 2015 im Internet Archive)  Info: Der Archivlink wurde automatisch eingesetzt und noch nicht geprüft. Bitte prüfe Original- und Archivlink gemäß Anleitung und entferne dann diesen Hinweis.: Biografie; Aufgerufen am 6. Februar 2015.
2. 1 2 3  Adam Creed auf krimi-couch.de; Aufgerufen am 6. Februar 2015.
3. ↑  Rezension für Am Anfang war der Schmerz auf culturmag.de, 6. Oktober 2012; Aufgerufen am 6. Februar 2015.

| Personendaten    | Personendaten             |
| ---------------- | ------------------------- |
| NAME             | Creer, Gareth             |
| ALTERNATIVNAMEN  | Creed, Adam (Pseudonym)   |
| KURZBESCHREIBUNG | britischer Schriftsteller |
| GEBURTSDATUM     | 1961                      |
| GEBURTSORT       | Salford, England          |